# Analema

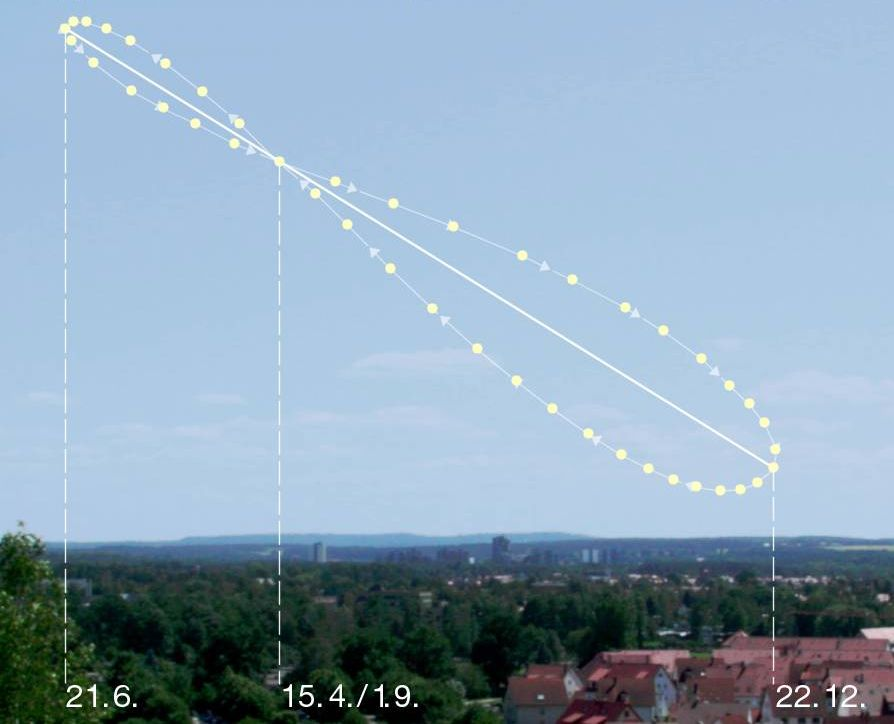
Analema calculado no hemisfério norte (olhando para leste).

Analema é o termo usado em astronomia para designar um grafo da posição do Sol no céu num determinado lugar, marcada à mesma hora em dias sucessivos (isto é com intervalos aproximados de 24 horas ou seus múltiplos) ao longo de um ciclo anual. A figura gerada assemelha-se a um {\displaystyle \!8} assimétrico. O {\displaystyle \!8} estará quase vertical se a posição do sol à hora escolhida for próxima do meridiano do lugar (por volta do meio-dia solar verdadeiro), inclinando-se progressivamente para a esquerda ou direita com o seu afastamento (esquerda de manhã; direita à tarde).

## Origem do analema
Se a Terra rodasse em torno de um eixo perpendicular ao plano da sua órbita e descrevesse a sua translação em torno do Sol numa órbita circular a velocidade constante, a posição aparente do Sol no firmamento seria, à mesma hora de cada dia, a mesma. Logo o grafo da variação anual dessa posição seria um mero ponto e não o analema que conhecemos. Assim, o analema resulta da combinação de dois efeitos interdependentes:
- O efeito da inclinação do eixo de rotação da Terra em relação ao plano da sua órbita em torno do Sol, que, ao provocar um movimento aparente do Sol em altura, dá origem ao eixo vertical da figura {\displaystyle \!8} que constitui o analema. Repare-se que o analema tem como limite superior e inferior a posição do Sol nos dias solsticiais (21/22 de Junho e 21/22 de Dezembro).
- O efeito da excentricidade da órbita terrestre, já que a Terra, segundo as leis de Kepler, descreve, na sua translação em torno do Sol, uma elipse. Em resultado, a conservação do momento angular obriga a um aumento da velocidade do planeta quando este está mais próximo do Sol (em torno do periélio) e um correspondente abrandamento quando está mais afastado (em torno do afélio). Como consequência desta configuração da órbita, surge o desvio para leste e oeste (caso o eixo da Terra não fosse inclinado, o analema seria, devido apenas à elipticidade, uma linha paralela ao equador terrestre). Por sua vez, a variação da velocidade provoca a ligeira assimetria entre a parte superior e inferior da figura {\displaystyle \!8}. Uma ligeira assimetria lateral, não discernível pela simples observação da fotografia acima, resulta das não coincidência entre apsides e pontos solsticiais.

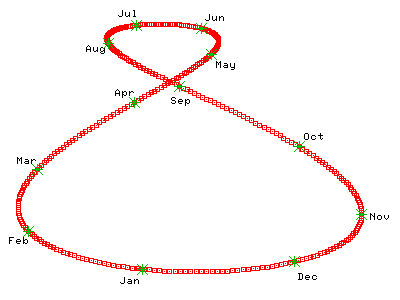
Exagerando a escala horizontal do analema realça a ligeira assimetria entre a parte direita e esquerda da figura resultante da não coincidência dos apsides com os solstícios.

Em conclusão, o analema é o resultado combinado dos 23º 27’ de obliquidade do eixo da Terra em relação ao plano de eclíptica, que provoca a subida e descida do Sol ao longo da altura da figura {\displaystyle \!8} (sendo o factor dominante), e de elipticidade da órbita, que provoca a variação da posição aparente do Sol em torno do eixo do {\displaystyle \!8}, dando origem às duas argolas que constituem a sua parte superior e inferior. A assimetria é devida à variação da velocidade da Terra na sua translação, acrescida, no que respeita à assimetria lateral, do efeito de não coincidência da linha dos apsides com a linha dos solstícios.
O movimento aparente do Sol ao longo do eixo vertical do analema é igual à variação, para o correspondente período, da declinação do Sol. O deslocamento lateral em relação ao eixo vertical do analema dá, quando medido em tempo (1º = 15 minutos), o valor da equação do tempo naquele dia, indicando se o tempo solar aparente está atrasado (Sol a leste do eixo) ou adiantado (Sol a oeste do eixo) em relação ao tempo solar médio.
Devido às leis de Kepler, todos os restantes planetas exibem analemas, dependendo, contudo, a forma da figura da inclinação do eixo de rotação e da maior ou menor elipticidade da órbita. Por exemplo, o analema de Marte, em vez da forma em {\displaystyle \!8}, assemelha-se a uma gota.